# Богдановка (Бахмутский район)
Богдановка (укр. Богданівка) — село в Часовоярской городской общине Бахмутского района Донецкой области Украины.
Население по переписи 2001 года составляет 97 человек. Почтовый индекс — 84550. Телефонный код — 6274.